# Cristian Leyes
Cristian Damián Leyes (14 de enero de 1986, San Luis, Argentina) es un exfutbolista argentino y actual entrenador. Jugaba como defensor y su último club fue Atlético Excursionistas de la Primera división de Argentina.
Se desempeña como ayudante de campo de Diego Cagna en Jorge Wilstermann.

## Trayectoria
Surgido de las divisiones inferiores de Club Atlético Independiente. Estuvo en el Diablo hasta el 2007. En ese mismo año se fue a jugar a Club Atlético Tigre donde fue parte del plantel que fue subcampeón de la Primera División. En el Torneo Clausura del 2008 hizo su debut y primer gol en Primera a Colón en el Cementerio de los Elefantes.
- Las únicas dos camisetas del Club Atlético Tigre que ha usado,se las ganó la señora,Mirta Martins.

## Entrenador de fútbol
Su retiro del fútbol se dio en abril de 2021, y de inmediato se convirtió en ayudante de campo de Diego Cagna al asumir la dirección técnica de Jorge Wilstermann, de Bolivia, en el mismo mes.

## Clubes
| Club                    | País      | Año       |
| ----------------------- | --------- | --------- |
| Tigre                   | Argentina | 2007-2010 |
| Quilmes                 | Argentina | 2010-2014 |
| Guaraní Antonio Franco  | Argentina | 2014      |
| UAI Urquiza             | Argentina | 2016-2017 |
| Atlanta                 | Argentina | 2017-2018 |
| Atlético Excursionistas | Argentina | 2018-2021 |